# Юриш
Юриш — посёлок в Заводском районе Саратова, на берегу Волги. Население — 8,5 тыс. жителей.

## История посёлка
Поселок был основан на рубеже XIX-XX веков как пригород Саратова на землях купца Василия Юриша - выходца из Пруссии, родившегося в 1846 году. Как следует из архивных данных, вместе со своей семьёй он был «приписан» (зарегистрирован) 2 сентября 1898 года из числа иностранных переселенцев, принявших присягу на русское подданство.
По воспоминаниям проживающей в Великобритании праправнучки Василия Юриша, у купеческого клана немецких переселенцев в посёлке был собственный дом, который после Октябрьской Революции стал детским садом. Как говорит один из местных жителей поселка, Василий Юриш также организовал перевозки: грузовые и пассажирские.
После смерти купца Саратовская железная дорога купила часть земли у его жены (по одним данным Софьи Богдановны, по другим – Луизы Юриш) для прокладки путей через её земли.
Большинство жителей посёлка работали на Волжском сталелитейном заводе (до его закрытия в 1905 году. На его землях впоследствии был построен Саратовский завод комбайнов).
В годы СССР небольшой посёлок стал расти вместе с развитием промышленности, хотя как и до революции все жилые здания тут до сих пор – частные хибарки с палисадниками, некоторые перестроены под эконом-коттеджи.
В годы советской индустриализации, помимо аккумуляторного завода, рядом появились ТЭЦ-1, речной порт, гидролизный завод «Биохим» (последний в 1990-е годы был закрыт).
Наряду с промзонами и частным сектором тут, на улице Фабричной (магистрали Юриша), находится туберкулёзный диспансер в конструктивистском здании постройки конца 1920-х годов. Его возвели по проекту архитектора Александра Старкмета. Изначально это здание было школой-семилеткой.

В 1960-е годы в Юрише снимали кино советские режиссер Петр Тодоровский и сценарист Булат Окуджава. Фильм «Верность» про курсантов пехотного училища в годы Великой Отечественной войны создавали на пустыре под старым мостом через железную дорогу возле пересечения улиц Фабричная и Орджоникидзе. Тодоровский позже вспоминал о работе над картиной:
"Мы приехали в Саратов снимать зимние сцены… А Саратов — не тот город, где много снега обычно бывает: нужно было намного севернее ехать. Поэтому со снегом была просто катастрофа — три пожарных машины заливали пространство пеной для огнетушения; хорошо, что стоял мороз и все это держалось… Когда на Венецианском фестивале спросили на пресс-конференции, где я снимал такую страшную зиму, а я рассказал, так хохот стоял в зале".

## География и географическое положение

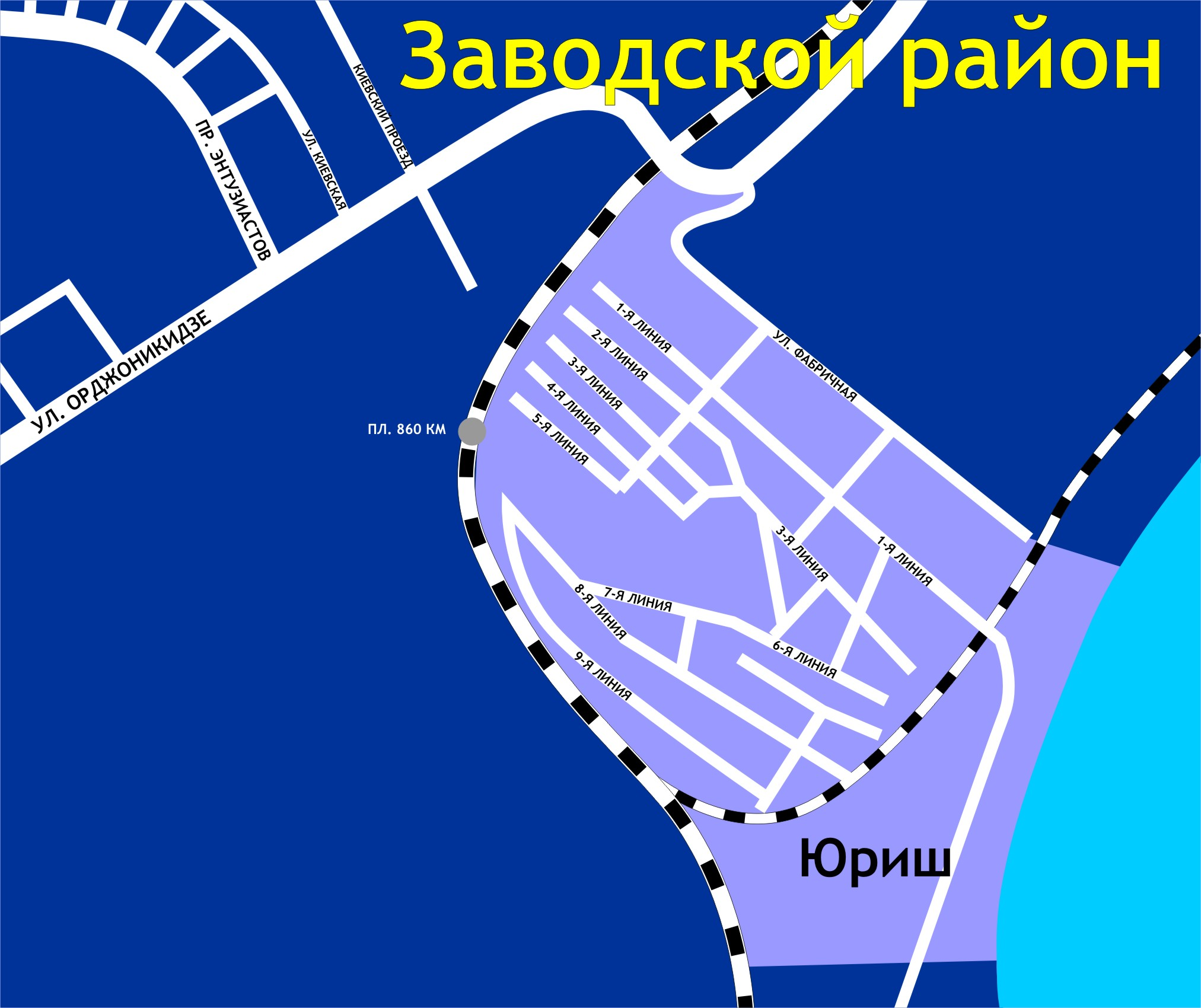
Географическое положение посёлка Юриш

Юриш находится южнее центра города, между посёлками Лесопильный и Улеши. Недалеко от посёлка на реке Волга располагается остров Казачий. От основной части города посёлок отделён несколькими заводами.
По территории посёлка проходит овраг Мутный ключ, по которому протекала одноимённая река, ныне заключенная в коллектор.

## Улицы и административное положение
Большая часть улиц в посёлке - это нумерованные «линии». Главными улицами посёлка являются Фабричная и 9-я Новая линия. 
Посёлок относится к двум судебным участкам Заводского района: № 6 (улица 9-я Новая линия) и № 7 (остальная часть посёлка).
В 2006 году посёлок попал в избирательный округ № 3. В 2007 году он был определён в тот же округ.

## Происшествия
7 декабря 1993 года 9 цистерн с аммиаком и бензином и маневровый тепловоз упали с железно-дорожного путепровода через улицу 3-я линия из-за отказа тормозов.
27 мая 2007 года в 12:11 в посёлке начался пожар, уничтоживший два жилых дома и сарай. 9 октября 2007 года ночью около посёлка загорелся плавучий кран; пожар удалось ликвидировать за полчаса. В начале 2009 года в посёлке произошёл пожар в бане: горело потолочное перекрытие; на этом пожаре никто не пострадал.

## Религия
В посёлке действует церковь адвентистов седьмого дня (улица 1-я Линия, дом № 26).

## Прочее
В посёлке Юриш на улице 8-я Линия законодательно разрешено строительство павильонов и ларьков для торговли.